# 服美役
服美役，女性主義理論，為對追求美的一種批評。源自毛拉·甘奇塔諾的著作——《服美役：美是如何奴役和消費女性的》。其主旨為：「講述美如何成為一種執念、一種疾病、一種無法達成的神話。」

## 內容
甘奇塔諾指出，「美」漸漸成為一種神話、一種宗教。美的要求猶如監獄一樣，使女性困於其中，無法自由展開自己的主體性。服美役使得「美」成為社會對女性的一種要求，即使工作內容與「美」並無關係，但人們往往要求女性展現出「美」，例如空中服務員、客戶服務等工種。雖然這些工作沒有把「美」納入標準，但人們往往都期待具備年輕貌美、身材苗條的女性所擔任。並且工作期間都展現出優雅大方等要求。隨後，甘奇塔諾亦指出現代的美學標準為「男性凝視」下對女性的一種規訓，並且為男性對女性物化的一種定義，由此引出關於「自我物化」、使女性落入煤氣燈效應的討論。

## 評論
澎湃新聞社評指出，拒絕服美役為女性對美的一種指控。除此之外服美役亦有其「資本主義運作的邏輯」，如標簽著「斬男色」口紅、「前男友面膜等都為加強性別化的消費。澎湃社評亦引述博主姜思達認為若指責拒絕服美役，則會落入指責受害者。如果要批評拒絕服美役的女性，男性更應反思對女性的外形評頭品足。

## 影響
服美役一書出版後受到中國女性的支持，有不少女性不願被迫追求美，甚至以短髮、不化妝、不穿裙作為對服美役的抵抗。然而，不同人有不同的方向。有些成員是為了打破社會規範，亦有成員是為爭取性別平等而加入小組；但亦有些人是認為留短髮、不化妝每天可省掉不少時間等現實原因。